# El Carallot
El Carallot és un dels illots de l'arxipèlag dels Columbrets, el més meridional i petit de tots ells.

## Topònim
Popularment sempre ha sigut anomenat pels pescadors de Castelló, Orpesa i València com El Carallot. Tot i això, va ser registrat pel capità Rafael Pardo de Figueroa com El Bergantín (per la seua morfologia, semblant a un vaixell bergantí) i pel capità Smith com el de Galiano.

## Geografia

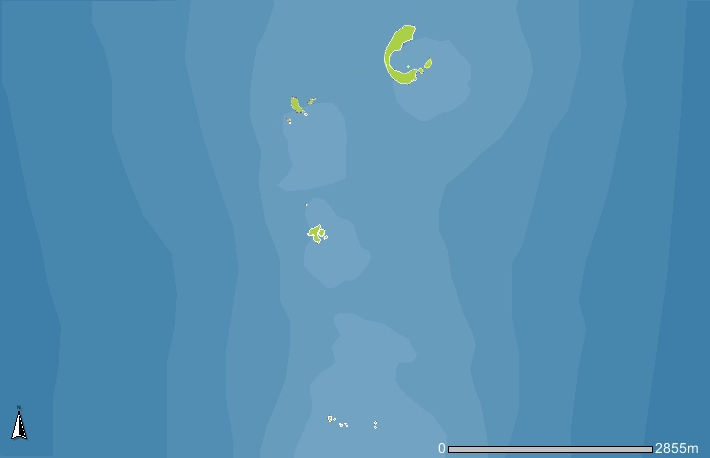
Mapa de les Illes Columbretes. El grup d'illes de El Carallot és el situat a la part inferior de la imatge.

El Carallot és un illot constituït per les restes d'una ximenera volcànica, que es troba perforat per un forat natural formant un arc en el seu extrem oriental a l'altura de la base. Així mateix, manca de vegetació cormofítica terrestre.
Es troba gairebé totalment sota l'aigua, i només en sobreïx una torre o columna de pedra volcànica que és la que li dona nom. La seua altitud és escassa, i pràcticament està sota el mar, a excepció de la seua ximenera volcànica, que s'eleva fins a una reduïda altitud de 32 metres sobre el nivell del mar. Posseeix tres illots de dimensions molt reduïdes: Xurruca, de 3 metres sobre el nivell del mar; i Baleato i Cerquero, ambdós de 6 metres d'altura. A més, existeixen nombrosos esculls (trossos de roca) que formen entre ells canals de profunditat desigual que s'han de superar en embarcacions.
La seua morfologia va patir canvis entre els anys 1977 i 1978, quan un vaixell de guerra de l'Exèrcit dels Estats Units d'Amèrica va bombardejar l'illot, que era utilitzat com a camp d'entrenament militar per aquesta armada i per l'exèrcit espanyol. El bombardeig li va arrencar part de l'illot i el va deixar amb menys altura, i actualment encara queden projectils incrustats a l'illot i submergits a les aigües properes.
Està situada a 1,3 milles marines de la Foradada i a tres milles del far Colibrí, a l'Illa Grossa.

## Protecció
El Carallot disposa de la protecció comuna a totes les Illes Columbretes, que van ser declarades parc natural, reserva marina reserva natural, i zona d'especial protecció per a les aus (ZEPA).